# Tachytrechus dios
Tachytrechus dios är en tvåvingeart som beskrevs av Brooks 2008. Tachytrechus dios ingår i släktet Tachytrechus och familjen styltflugor.
Artens utbredningsområde är Peru. Inga underarter finns listade i Catalogue of Life.